# Cephalaeschna viridifrons
Cephalaeschna viridifrons – gatunek ważki z rodziny żagnicowatych (Aeshnidae).